# سابا أنجلانا
سابا أنجلانا (من مواليد 17 نوفمبر 1970) هي ممثلة ومغنية صومالية-إيطالية.

## نبذة
ولدت سابا في مقديشو عاصمة الصومال، كانت والدتها ابنة صومالي يعيش في إثيوبيا المجاورة، كان والدها قائداً سابقاً في الجيش الإيطالي ، وانتقل إلى الصومال من إيطاليا بعد الحرب العالمية الثانية، نشأت سابا بعد ذلك في إيطاليا، حيث درست لاحقًا في جامعة سابينزا في روما. ومع ذلك، ظلت جذورها الصومالية محط تركيزها. حيث درست اللغة الصومالية مع والدتها ،وخاصة اللهجة الإقليمية لـ Xamar Weyne ، وحبها للموسيقى الصومالية. سابا صرحت انها مسلمة.

### المهنة الموسيقية
بدأت سابا مسيرتها الفنية في التسعينيات كممثلة في التلفزيون الإيطالي. في مسلسل تلفزيوني محلي شهير بعنوان La Squadra ، حيث لعبت دور شرطية من أصل صومالي وإيطالي.
في عام 2007 ، أصدرت سابا أول ألبوم استوديو لها بعنوان Jidka: The Line ، حيث قامت بدمج الموسيقى الصومالية مع الموسيقى الإيطالية في الألبوم.